# ليوبولد الخامس، أرشيدوق النمسا
ليوبولد الخامس، أرشيدوق النمسا (بالألمانية: Leopold V.)‏ (و. 1586 – 1632 م) هو رجال دين، وكاهن كاثوليكي، من النمسا، ولد في غراتس، توفي عن عمر يناهز 46 عاماً.

## مناصب
تولى منصب أسقف ستراسبورج (1607–1626).

## جوائز
حصل على جوائز منها:
- وسام فارس رهبانية الصوفة الذهبية.